# O la va, o la spacca
O la va, o la spacca è una miniserie televisiva del 2004 trasmessa su Canale 5 e ambientata in un paese immaginario di nome Perozzo. Le riprese sono state effettuate a Cernusco sul Naviglio, cittadina del entroterra milanese.
La sigla cantata da Ezio Greggio (sotto lo pseudonimo di Eziu Greggiescu) è Imi plac ochii tai del gruppo musicale rumeno 3rei Sud Est.

## Trama
Erminio Spampagnati, inviato di un TG di una TV nazionale, viene licenziato dopo che si scopre che una sua intervista in diretta ad un leader talebano in realtà era una bufala creata ad arte. Trovandosi senza lavoro e senza casa, decide di lasciare Milano e trasferirsi a Perozzo, una piccola cittadina del retroterra milanese.
Qui incontra le sue due ex mogli: Carlotta, che vive con le due figlie Alessia e Margherita, e Mariella che vive con i due figli Filippo e Lorenzo che però lo accolgono molto di malavoglia. Trovandosi senza lavoro e sapendo che suo suocero, il commendator Romanazzi, padre di Carlotta, possiede una televisione locale dove trasmette delle televendite di tappeti, gli propone di farsi assumere come presentatore.
Il suocero non è disposto ad accettare inizialmente, ma cede quando Erminio gli fa notare che senza lavoro non avrebbe potuto pagare gli alimenti a Carlotta. Erminio va a vivere nel modesto appartamento dell'amico Natalino, che fa il cameraman di Teleperozzo. Inventando programmi televisivi originali e incappando per caso in vari interessanti scoop, Erminio riesce a far diventare più popolare Teleperozzo. Intanto con la sua simpatia riacquista la fiducia di tutti i suoi figli, che iniziano anche ad aiutarlo nella progettazione dei programmi televisivi. Alla fine riesce anche a riconquistare l'amore di Mariella con la quale andrà a vivere alla fine della serie. Solo Carlotta e il commendator Romanazzi rimarranno sempre in lotta con lui. Erminio stesso diventerà una persona migliore, trattando meglio l'amico Natalino e adottando Babek, un bambino senzatetto incontrato nell'ultima puntata.

## Episodi
1. Conflitto d'interessi
Dopo essere stato licenziato, Erminio ritorna al suo vecchio paese, Perozzo. Non trovando accoglienza dalla prima ex moglie e non riuscendo ad accettare di tornare a vivere con la seconda ex moglie, trova alloggio da Natalino, un suo amico nonché collega, e viene assunto dal suo ex suocero, il commendator Romanazzi e padre di Carlotta, a Teleperozzo. Subito nota l'enorme differenza tra la piccola televisione locale e il mondo da cui proveniva. Decide di portare la mentalità della grande televisione, organizzando anche un dibattito tra i due candidati sindaco della città, per cui si propone come mediatore. Ma durante il dibattito porta i due candidati alla lite, riuscendo però a catturare la simpatia dei suoi concittadini, che alla fine riescono a ad eleggere lui stesso come primo cittadino. Giunto nel mondo della politica, si accorge quanto non gli piaccia. Temendo però che delle sue dimissioni lo farebbero odiare alla cittadinanza con anche pericolosi effetti sull'ascolto dell'emittente, decide di provare a farsi cacciare commettendo degli atti sconsiderati, ma una serie di coincidenze fanno in modo che questi atti gli si ritorcano contro e ne esce sempre più apprezzato. Proprio quando inizia ad apprezzare questo suo nuovo ruolo, fa insediare i senzatetto in alcune case sfitte, facendosi però odiare dai concittadini. Si dimetterà da sindaco e tornerà al suo lavoro a Teleperozzo.
2. La vedova nera
Erminio inventa il programma "Funeral Show", in cui riprende e commenta i funerali del paese. Riguardando le registrazioni, nota che in due funerali diversi la vedova è la stessa donna, riconoscibile da un tatuaggio, a forma di ragno, alla caviglia. Indagando assieme all'amico Natalino, scopre che questa è iscritta a un'agenzia matrimoniale ed è una vedova nera: sposa uomini anziani e facoltosi per ucciderli e incassare l'eredità. Un giorno aiuta una donna rumena rimasta in panne con l'auto che si presenta come Ginevra (in realtà Erica Bauk, una ricercata) ed inizia a frequentarla, suscitando l'invidia di Mariella. Una sera Erminio scopre che Ginevra ha un tatuaggio alla caviglia uguale a quello della vedova nera e spaventato scappa dalla finestra. Tentando di incastrarla, Erminio e Natalino rischieranno anche la vita, salvati solo alla fine dai carabinieri.
3. Kamikaze
Un uomo entra nello studio di Teleperozzo e minaccia di far saltare in aria tutto se non rivede il figlio, che ora vive con l'ex moglie e il nuovo fidanzato (ex serial killer). Erminio e gli altri operatori del programma sono intrappolati con quest'uomo mentre Mariella, appena capisce che Erminio è in pericolo, raggiunge l'ex marito sul posto. Successivamente Erminio convince l'uomo a lasciar andare gli altri e gli dice che ritroverà il figlioletto. Così Erminio parte per cercare il bambino. Alla fine il piccolino e il padre si ricongiungono e senza farlo apposta il bimbo attiva la bomba che suo padre non aveva ancora messo in funzione per far saltare in aria lo studio di TelePerozzo. Erminio prende la bomba e la lancia però verso la villa del commendator Romanazzi.
4. Hollywood a Perozzo
Erminio inventa una nuova fiction per Teleperozzo intitolata "Promessi sposi 2000" e, per dare un tocco di classe in più al lavoro, riprende di nascosto l'attrice Jennifer Cruz, con la quale entrerà in rapporti molto amichevoli. Ma quando l'attrice scoprirà di essere stata ripresa di nascosto, non reagirà in maniera "calma".
5. Le miss
Erminio inventa il programma "Miss Perozzo in the world", una trasmissione per eleggere la più bella di Perozzo. Tra le ragazze iscritte c'è anche la figlia Margherita. Appena lui viene a sapere che anche la figlia partecipa al suo programma, cerca di evitare la sua partecipazione al programma, ma senza successo. Purtroppo le ragazze vengono avvicinate da Arrighetti, gestore di un night club, che non solo manifesta un certo interesse nei confronti della figlia Margherita, ma ricatta Erminio con una sua guardia del corpo molto violenta, dicendogli che, se non avesse fatto vincere una sua ex fidanzata di nome Miriam, lo avrebbe ferito gravemente. Fortunatamente Erminio riesce a fuggire tornando in studio con le prove schiaccianti raccolte nel laboratorio di Arrighetti, dove quest'ultimo infine viene arrestato davanti a centinaia di persone all'ascolto.
6. La festa della donna
Le ex mogli di Erminio fanno uno strano incontro la sera dell'8 marzo: conoscono due uomini che le circuiscono. Tali uomini si scopriranno essere rapinatori e Erminio tenterà di scoprire la verità su di loro, credendoli inizialmente innocenti e scoprendo alla fine anche della tresca delle due ex mogli.
7. Il mafioso
Un potente capomafia, Nicolas Colasanto (detto Nick), viene scarcerato e cercherà Erminio per vendicarsi: egli, infatti, in passato l'ha mandato in carcere. Erminio, spaventato a morte, ha paura che il mafioso si possa vendicare contro le sue due famiglie. Nick Colasanto tende inoltre una trappola ad Erminio facendo finta di perdonarlo; così tenta di ucciderlo, ma la furbizia del protagonista lo salva anche questa volta uscendo dalla sua macchina che dopo precipita in un burrone con dentro Nick che muore mentre l'auto esplode.
8. Fame
Erminio partecipa ad una trasmissione in cui deve sopravvivere per un periodo come senzatetto. Da un gioco, Erminio entra in un'avventura: conosce Babek, un bambino povero che cerca il padre, il quale scoprirà essere in punto di morte. Erminio organizza così uno show dei poveri ("Fame") che avendo molto successo riesce ad accumulare tanti soldi. Questo lo porta a far operare il padre del bambino ed a salvargli la vita. Infine Erminio adotta questo piccolo e riconquista la sua ex moglie Mariella, ponendo fine alle vicissitudini della serie TV.

## Ascolti
La serie è andata in onda dal 15 dicembre 2004 in prima serata su Canale 5, registrando scarsi dati auditel. Le ultime due puntate sono andate in onda il 7 gennaio 2005 alle ore 23:00, in seconda serata, a causa di un improvviso cambio di programmazione dovuto agli eventi del terremoto e maremoto dell'Oceano Indiano del 2004 e ai bassi ascolti.
| 1 | 15 dicembre 2004 | 5.176.000 | 18,99% |
| 2 | 15 dicembre 2004 | 4.064.000 | 17,59% |
| 3 | 22 dicembre 2004 | 4.417.000 | 17,22% |
| 4 | 22 dicembre 2004 | 3.066.000 | 13,97% |
| 5 | 29 dicembre 2004 | 3.580.000 | 13,52% |
| 6 | 29 dicembre 2004 | 3.066.000 | 13,20% |
| 7 | 7 gennaio 2005   | 2.721.000 | 24,71% |
| 8 | 7 gennaio 2005   | 1.658.000 | 30,44% |